# Електра (филм, 1962)
„Електра“ (на гръцки: Ηλέκτρα Ilektra) е гръцки филм от 1962 г., базиран на старогръцката трагедия на Еврипид Електра от 420 г. пр.н.е. Режисиран е от Михалис Какоянис и е първата част от трилогията му Гръцки трагедии, следвана от Троянки (1971) и Ифигения (1977).
Операторът Уолтър Ласали прилага снимачните нововъведения на британското Свободно кино от 1950-те. Определян като гръцкия отговор на Седмият печат на Ингмар Бергман, филмът надхвърля границите на античната трагедия, поставяйки онтологични въпроси за престъпленията по време на Втората световна война и на поствоенния тоталитаризъм.

## Сюжет
Агамемнон се завръща в своя град Аргос след края на Троянската война. Междувременно, докато е бил на война, жена му Клитемнестра изготвя план с любовника си Егист да го убият и да превземат властта му. Те осъществяват плана си, извършват убийството над съпруга ѝ и узурпират трона и властта в Аргос.
Законен наследник на трона е Орест – синът на Агамемнон. Той е прогонен от царството, тъй като заговорниците се страхуват, че един ден той ще научи истината и ще пожелае да отмъсти за убития си баща и за отнетата, но полагаща му се власт. Електра остава в бащиния дом. Егист смята и нея да погуби, но за да предпази дъщеря си, Клитемнестра осуетява намеренията му. Тогава Егист решава да омъжи Електра за обикновен селянин, като по този начин се увери, че няма да роди деца от някой знатен мъж и тронът няма да бъде застрашен. Орест научава за съдбата на сестра си и решава да я намери, след което да я направи своя съучастница в отмъщението за погубения им баща.
При срещата на Орест с Електра, Електра не успява да разпознае брат си. Той е дошъл заедно със своя приятел Пилад. Пристига старецът, възпитателят на Агамемнон, който преди време е спасил Орест, изпращайки го във Фокида. Той разпознава Орест и с голяма радост съобщава на Електра, че този странник е нейният брат. Като потвърждение на твърдението си той изтъква сходството в стъпалата им и цвета на косите им. Тя осъзнава, че това наистина е нейният изгубен брат.
Електра и Орест започват да съставят план как да убият първо Егист, а после и майка си. Обмислят и планират действията си, решават, че Орест ще се заеме с убийството на Егист, а Електра с това на Клитемнестра. Когато Егист кани Орест на жертвоприношение, се разкрива удобен момент Орест да осъществи замисленото. Той убива Егист. След това свое действие, Орест е обвзет от съмнения и колебания дали постъпват правилно, отмъщавайки за баща си. Електра го обвинява в малодушие, като разбира за колебанията му. Те продължават да се придържат към замисъла си. Електра измисля начин да примами майка ѝ, за да могат да я убият. Казва ѝ, че е родила и че трябва да се принесе дар на боговете. Майка ѝ се среща с нея. Двамата я убиват.
Веднага след извършеното Електра и Орест осъзнават, че, заслепени от силното си желание за мъст, са извършили огромен грях. Орест като майцеубиец не може да остане в своя град и напуска Аргос, а Електра се омъжва за неговия приятел – Пилад.

## Актьорски състав
- Ирини Папа – Електра
- Янис Фертис – Орест
- Нотис Перялис – съпругът на Електра
- Такис Емануел – Пилад
- Теодорос Димитриу – Агаменмон
- Фивос Рази – Егист
- Петрос Ампелас – Младият Орест
- Теано Ияниду – разказвач

## Награди
| Спечелени                                                               | Номинации                                      |
| ----------------------------------------------------------------------- | ---------------------------------------------- |
| „Най-добро внедряване в кинематиката“, Филмов фестивал Кан 1962 г.      | Оскар за „Най-добър чуждоезиков филм“, 1962 г. |
| „Най-добър режисьор“ (Михалис Какоянис), Филмов фестивал Солун, 1962 г. |                                                |
| „Най-добър филм“, Филмов фестивал Солун, 1962 г.                        |                                                |
| „Най-добра актриса“ (Ирини Папа), Филмов фестивал Солун, 1962 г.        |                                                |

## Оценки на критиката
| „             | Всъщност този образен превод на една от най-великите гръцки трагедии, продуциран и режисиран от Михалис Какоянис в древни дрехи и места в Гърция, представлява брилянтно оползотворяване на кинематографичното устройство, което преобразува златото на словесната поезия от една към друга форма на изкуството ... Блестящото музикално оформление на Микис Теодоракис и снимачните умения зад кадър на Уолтър Ласали, допринасят за това, което несъмнено ще бъде класика на екрана. | “ |
| Ню Йорк Таймс | |   |

| „           | Гръцкият режисьор Майкъл Какоянис пренася класическата трагедия на Еврипид на екрана с огромни свободи. Тръгвайки от убийството на Агамемнон, тази версия на трагедията се придържа към основната история за брака на Електра и последвалото двойно убийство. И все пак Какоянис отнема голяма част от оригиналния диалог в полза на кинематографията и „мълчаливите участъци“. Ирини Папа е изключителна в ролята си на обречената героиня. | “ |
| Стивън Мъри | |   |